# Alfabet grantha
L'alfabet grantha (tàmil: க்ரந்த எழுத்து, Kranta eḻuttu; malaiàlam: ഗ്രന്ഥ ലിപി) és un alfabet de la família bràmica del sud de l'Índia, més concretament a Tamil Nadu i Kerala, aparegut entre els segles V i VI dC a partir del l'alfabet Tamil Brahmi. Aquest alfabet s'utilitzava per escriure textos sànscrits, inscripcions en plaques de coure i pedres en temples i monestirs hindús. També s'utilitzava per al Manipravalam clàssic, un idioma que és una barreja de sànscrit i tàmil. Posteriorment, va evolucionar vers l'alfabet grantha medieval o de transició, que es va mantenir en ús fins al segle xiv. Des del segle xiv i fins a l'actualitat s'utilitza un alfabet grantha modern i més evolucionat i una variant de l'alfabet Tulu-Malaiàlam per escriure els textos clàssics en sànscrit i llengües dravídiques. També s'utilitza per cantar himnes i a les escoles vèdiques tradicionals.
Originat a partir de l'alfabet pal·lava, l'alfabet grantha està relacionat amb els alfabets tàmil i vatteluttu. L'actual alfabet malaiàlam de Kerala és un descendent directe de l'alfabet grantha. Els alfabets del sud-est asiàtic i Indonèsia, com el tailandès i el javanès respectivament, així com els alfabets tigalari i del cingalès sud-asiàtics també deriven o estan estretament relacionats amb el grantha a través de l'alfabet pal·lava primerenc.
Els hindús pro-britànics i d'alta casta del moviment purista tàmil de l'època colonial pretenien eliminar l'alfabet grantha i utilitzar exclusivament el tàmil. Segons Kailasapathy, aquest fet responia al nacionalisme tàmil i seria com un xovinisme regional.

## Història
En sànscrit, grantha vol dir literalment "nus". És una paraula que s'utilitzava per designar tant els llibres com el sistema d'escriptura. Això deriva de la pràctica de lligar les fulles de palmera inscrites amb un llarg de fil subjectat per nusos. Grantha va ser àmpliament utilitzat per escriure el sànscrit a les zones de parla tàmil del sud d'Àsia des del segle v dins a l'època moderna.

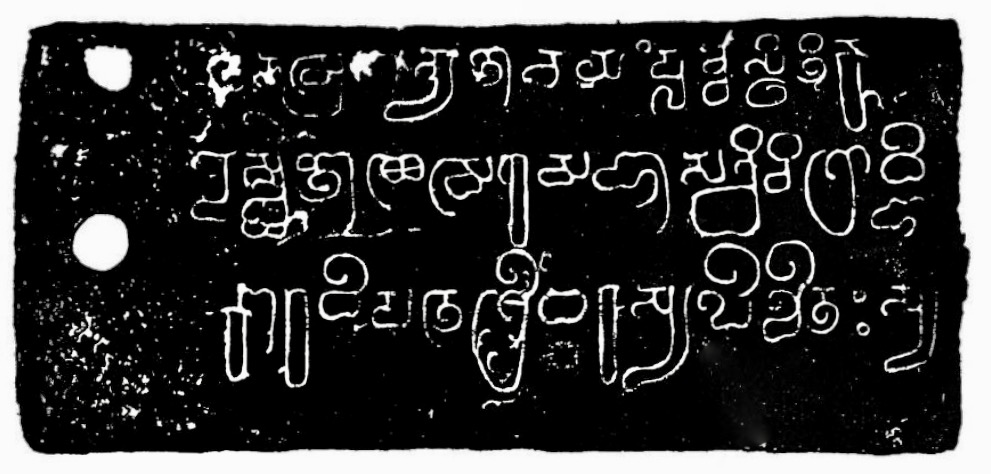
Una inscripció Grantha era de Chera.

L'escriptura de grantha també es va utilitzar històricament per escriure Manipravalam, una barreja de tàmil i sànscrit que s'utilitzava en l'exegesi de textos de Manipravalam. Això va evolucionar cap a un sistema d'escriptura força complex que va requerir que les paraules tàmil s'escrivissin amb l'alfabet tàmil i que les paraules sànscrites s'escrivissin amb l'alfabet de Grantha. Al segle xv, això havia evolucionat fins al punt que els dos alfabets s'utilitzaven dins de la mateixa paraula: si l'arrel derivava del sànscrit s'escrivia amb alfabet grantha, però si s'hi afegia un sufix tàmil utilitzava l'alfabet tàmil. Aquest sistema d'escriptura es va deixar d'utilitzar quan Manipravalam va disminuir en popularitat, però era costum utilitzar la mateixa convenció en edicions impreses de textos escrits originalment en Manipravalam fins a mitjan segle xx. En l'època moderna, els hindús de parla tàmil han utilitzat l'alfabet grantha en contextos religiosos. Per exemple, l'utilitzen per escriure el nom del nen per primera vegada durant la cerimònia d'anomenament, per a la part de sànscrit de les targetes de casament tradicionals i per a les esqueles mortuòries. També s'utilitza en molts almanacs religiosos per imprimir els resums de fórmules tradicionals de l'any vinent.

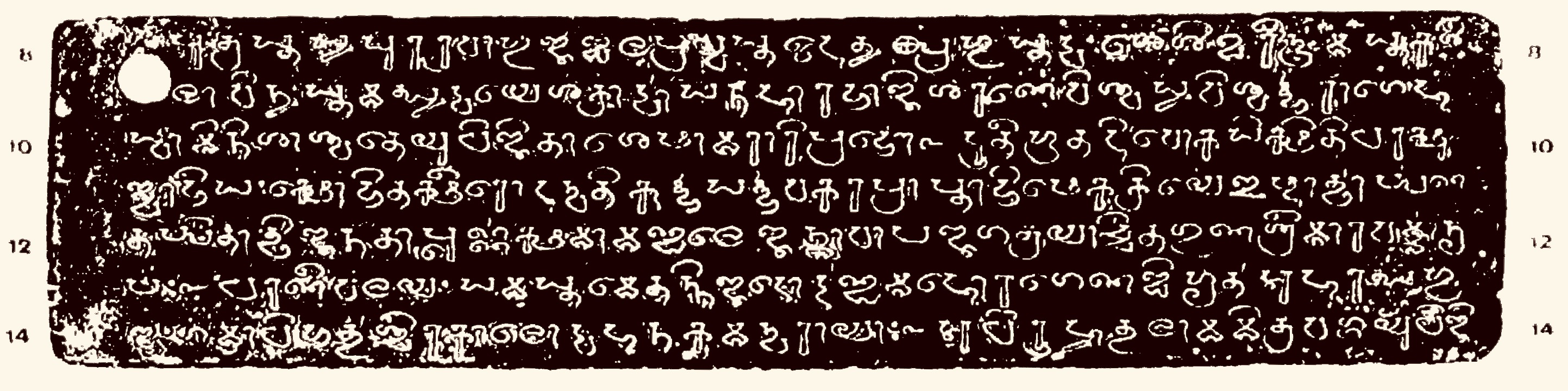
Inscripció d'una cèdula velvikudi del en l'alfabet Grantha (en sànscrit).

## Tipus de Grantha

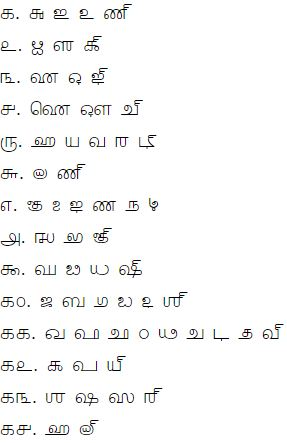
Pratyāhāra Sūtras en alfabet grantha

L'alfabet grantha es pot classificar de la manera següent:

### Grantha Pal·lava
Una varietat arcaica i ornamental de grantha a vegades es coneix com a grantha pal·lava .Fou usat pels Pal·lava en algunes inscripcions. Les inscripcions gravades en roca en coves de Mamallapuram Tiruchirapalli, o la inscripció Kailasantha són d'aquest tipus.
Els Pal·lava també van produir un alfabet distintiu separat de la família Grantha.

### Grantha occidental
L'alfabet tigalari-malaiàlam s'anomena també grantha occidental (Tàmil Nadu oest, Kerala). Aquest tipus de grantha va ser utilitzat per Cholas aproximadament des del 650 dC fins al 950 dC. La inscripció de Pal·lavas i Pandiyan Nedunchezhiyan posteriors també són exemples d'aquesta varietat de Grantha Script.
Una varietat d'aquesta forma s'anomena escriptura tigalari-malaiàlam, documentada des del segle viii o ix dC. Posteriorment es va dividir en dos sistemes d'escriptura diferents: Tigalari i malaiàlam.

### Grantha medieval
Les inscripcions de l'imperi Chola a Thanjavur són un exemple de l'escriptura grantha medieval. Aquesta varietat va estar en voga des del 950 dC fins al 1250 dC.

### Grantha modern
La varietat actual del grantha prové de finals de l'imperi Pandya i del Vijayanagara. S'han trobat dues varietats en els textos grantha d'època moderna: la forma quadrada usada pels hindús i la forma rodona utilitzada per Jains. La forma moderna de Grantha és molt similar a l'alfabet malaiàlam i al tàmil modern .

## Tipografia del grantha modern
L'escriptura grantha ha evolucionat al llarg del temps. A continuació es mostra la grantha moderna i comparteix similituds amb el guió modern tamil.

### Consonants
Com en altres abugides, les lletres consonants del grantha tenen la vocal /a/ inherent. La absència de vocal es marca amb virama:
Cada lletra consonant següent inclou la vocal inherent:
Per a les altres vocals s'utilitzen diacrítics que s'afegeixen ala consonant:
De vegades es poden trobar lligadures de consonants amb diacrítics vocals, per exemple:
()
També hi ha algunes formes consonàntiques especials amb virama:
()

### Grups consonàntics
El grantha té dues maneres de representar grups consonàntics. De vegades, les consonants d'un grup poden formar lligadures.
()
Preferentment s'utilitzen les lligadures sempre que existeixin. Si no hi ha lligadures, s'escriuen formes de consonants "apilades", igual com el kannada i el telugu, de manera que el membre més baix de la pila és l'única consonant "viva" i la resta de consonants són sense vocals. Cal tenir en compte que les lligadures també es poden utilitzar com a membres de les piles.
()
Formes especials:
Les lletres  ⟨ya⟩ quan va al final d'un grup consonàntic, i la lletra () ⟨ra⟩ quan no és inicial, es converteixen en  i  respectivament.
()
() ⟨ra⟩ com a component inicial d'un grup esdevé  (anomenat Reph com en altres alfabets bràmics) i es desplaça al final del grup, però abans d'una "ya-phalaa".
()

### Numerals
A continuació, es mostra una imatge d'un manuscrit de fulles de palmera amb sànscrit escrit en l'escriptura de Grantha:

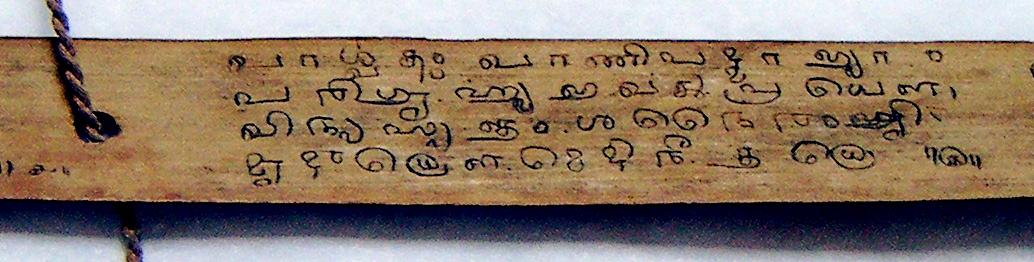
Una pàgina manuscrita

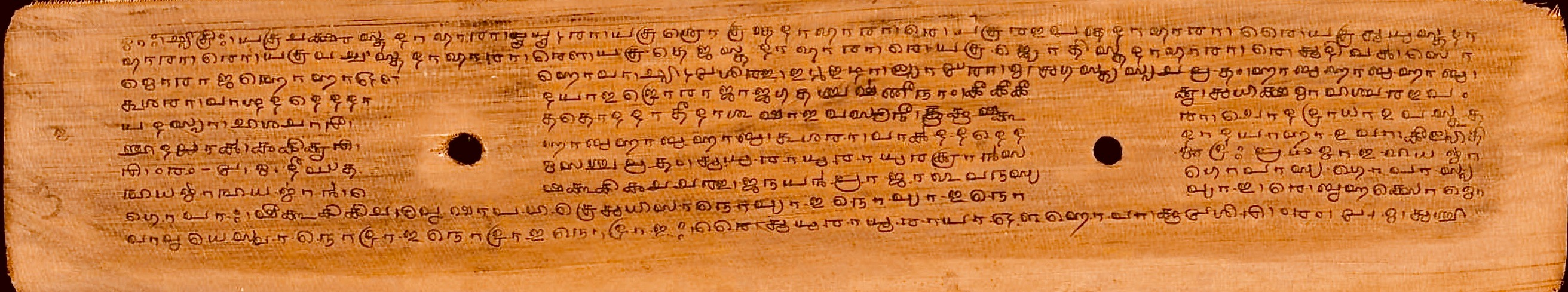
Un text vèdic en un manuscrit de fulla de palmera (Samaveda) a amb escriptura grantha

### Textos d'exemple
Kumārasambhavam de Kālidāsa:
Transliteració en alfabet llatí (ISO 15919),
astyuttarasyāṁ diśi devatātmā himālayo nāma nagādhirājaḥ.
pūrvāparau toyanidhī vagāhya sthitaḥ pr̥thivyā iva mānadaṇḍaḥ.
Transliteració en alfabet Devanagari
अस्त्युत्तरस्यां दिशि देवतात्मा हिमालयो नाम नगाधिराजः।
पूर्वापरौ तोयनिधी वगाह्य स्थितः पृथिव्या इव मानदण्डः॥

## Comparació amb altres alfabets del sud de l'Índia

### Vocals
Comparació de les vocals en escriptura grantha amb malaiàlam, tamil, singalès: 

Nota: Igual que en Devanāgarī ⟨e⟩ i ⟨o⟩ en grantha representen [e:] i [o:] (llargues). Originalment també els alfabets malaiàlam i tàmil no distingien les vocals ⟨e⟩ i ⟨o⟩ breus o llargues, encara que ambdues llengües tenen els fonemes /e/ /e:/ i /o/ /o:/. L'addició de lletres per a /e:/ i /oː/ s'atribueix al missioner italià Constanzo Beschi (1680–1704), que també es coneix com a Vīramāmunivar.

### Consonants
Les lletres ழ ற ன i els sons corresponents només es produeixen en idiomes dravidians.
Una altra taula que compara les consonants ka, kha, ga, gha, ṅa amb altres alfabets de l'Indic Sud: gGrantha, Tigalari, Malaiàlam, Kannada i singalès .

## Unicode
L'alfabet grantha es va afegir a la norma Unicode el juny de 2014 amb el llançament de la versió 7.0. El bloc Unicode de Grantha és U + 11300 – U + 1137F:
| Bloc Unicode del grantha Notes: [1],[2] Official Unicode Consortium code chart (PDF)                    |   |   |   |   |   |   |   |   |   |   |   |   |   |   |   |   |
| | 0 | 1 | 2 | 3 | 4 | 5 | 6 | 7 | 8 | 9 | A | B | C | D | E | F |
| U+1130x                                                                                                 | 𑌀  | 𑌁  | 𑌂  | 𑌃  |   | 𑌅 | 𑌆 | 𑌇 | 𑌈 | 𑌉 | 𑌊 | 𑌋 | 𑌌 |   |   | 𑌏 |
| U+1131x                                                                                                 | 𑌐 |   |   | 𑌓 | 𑌔 | 𑌕 | 𑌖 | 𑌗 | 𑌘 | 𑌙 | 𑌚 | 𑌛 | 𑌜 | 𑌝 | 𑌞 | 𑌟 |
| U+1132x                                                                                                 | 𑌠 | 𑌡 | 𑌢 | 𑌣 | 𑌤 | 𑌥 | 𑌦 | 𑌧 | 𑌨 |   | 𑌪 | 𑌫 | 𑌬 | 𑌭 | 𑌮 | 𑌯 |
| U+1133x                                                                                                 | 𑌰 |   | 𑌲 | 𑌳 |   | 𑌵 | 𑌶 | 𑌷 | 𑌸 | 𑌹 |   | 𑌻  | 𑌼  | 𑌽 | 𑌾  | 𑌿  |
| U+1134x                                                                                                 | 𑍀  | 𑍁  | 𑍂  | 𑍃  | 𑍄  |   |   | 𑍇  | 𑍈  |   |   | 𑍋  | 𑍌  | 𑍍  |   |   |
| U+1135x                                                                                                 | 𑍐 |   |   |   |   |   |   | 𑍗  |   |   |   |   |   | 𑍝 | 𑍞 | 𑍟 |
| U+1136x                                                                                                 | 𑍠 | 𑍡 | 𑍢  | 𑍣  |   |   | 𑍦  | 𑍧  | 𑍨  | 𑍩  | 𑍪  | 𑍫  | 𑍬  |   |   |   |
| U+1137x                                                                                                 | 𑍰  | 𑍱  | 𑍲  | 𑍳  | 𑍴  |   |   |   |   |   |   |   |   |   |   |   |
| Notes 1.^ Segons la versió Unicode 12.0 2.^ Les caselles grises indiquen números de codis no assignats. |   |   |   |   |   |   |   |   |   |   |   |   |   |   |   |   |

### Unificació amb el tàmil
Algunes veus havien proposat unificar el grantha i tàmil; No obstant això, la proposta va provocar un gran descontentament. Tenint en compte la sensibilitat implicada, es va determinar que no s'haurien d'unificar els dos guions, tret dels numerals.